# Émile Sacré
Émile Sacré va ser un regatista francès, que va competir a cavall del segle xix i el segle xx. El 1900 va prendre part en els Jocs Olímpics de París, on guanyà una medalla d'or en la segona cursa de la categoria de 0 a ½ tona del programa de vela. En la primera de les curses d'aquesta categoria hagué d'abandonar, mentre en la classe oberta fou quart.